# نوکیا ۶۳۰۳ کلاسیک

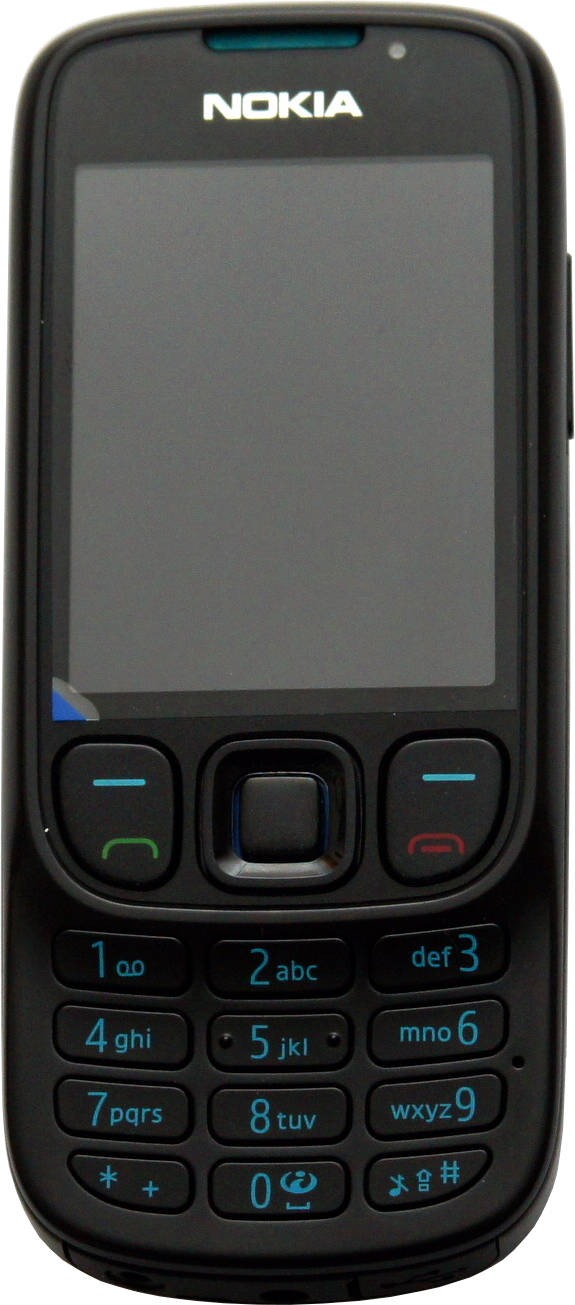
نوکیا ۶۳۰۳ کلاسیک

نوکیا ۶۳۰۳ کلاسیک یک‌نمونه از گوشی‌های تلفن همراه سری ۶۰۰۰ شرکت نوکیا می‌باشد که توسط همین شرکت به بازار عرضه شده‌است.